# 이디오크러시
《이디오크러시》(영어: Idiocracy)는 2006년 개봉한 마이크 저지 감독의 코미디 영화이다. 박스오피스는 $495,303 달러이다.

## 캐스팅
- 루크 윌슨 - 조 바우어스 역
- 마야 루돌프 - 리타 역
- 댁스 셰퍼드 - 프리토 역
- 테리 크루스 - 카마초 대통령 역
- 데이빗 허만 - 국무장관 역
- 저스틴 롱 - 의사 역
- 앤드류 윌슨 - 비프 슈프림 역
- 랜달 리더 - 시크릿 서비스 떠그 역
- 밴드 "스카페이스" 요르단 - 업그레이디 역
- 토머스 헤이든 처치 - 브라운도 CEO 역

## 나오는 장면
- 광고(영화 이디오크러시에만 나오는 광고들)
- 으악! 내 거시기! - 인기 프로그램
- 버트:퍼커스(BUTT:FUCKERS)
- 세인트 갓스 메모리얼 병원(St. God's Memorial Hospital)
- 영화 "엉덩이"
- 10,000,000 달러 지폐
- 폭스 뉴스(Fox News)
- ST < A > RBUCKS COF < F > EE